# Jesús Maria Bellido i Golferichs
Jesús Maria Bellido i Golferichs (Barcelona, 22 de novembre de 1880 - Tolosa de Llenguadoc, 1952) fou un metge català.
Fill de José María Bellido Echevarría natural d'Antequera i de Montserrat Golferichs i Losada de Barcelona filla del metge Macari Golferichs i Coma. Nebot de Macari Golferichs i Losada.
Llicenciat en medicina el 1902 a Barcelona i doctorat a Madrid el 1906. Format com a metge a l'ombra del doctor Ramon Turró, inicià els seus treballs de fisiologia al laboratori del doctor Coll i Pujol.
Exercí com a catedràtic de Fisiologia a les universitats de Saragossa (1914) i Granada (1918), per accedir més tard a la càtedra de Farmacologia i Terapèutica de la Universitat de Barcelona (1929). Fruit de la seva col·laboració amb August Pi i Sunyer, fundà l'Institut de Fisiologia.
Fou membre de la Societat de Biologia de Barcelona, de la qual arribà a ésser-ne president (1919-1920). Col·laborà en l'organització dels congressos de metges catalans de llengua catalana i en la creació de la Universitat Autònoma de Barcelona. Implicat de sempre en la creació de noves institucions educatives, el maig de 1938 s'integrà al Consell de l'Escola Nova Unificada (CENU).
Membre d'Acció Catalana Republicana i catòlic actiu, fou nomenat per Negrín Comissari de Cultes del Govern de la Segona República Espanyola (desembre de 1938). El 1939 emprengué el camí de l'exili i fou acollit professionalment a la Universitat de Tolosa de la mà del professor Soulà, amb el qual mantenia una intensa relació professional de feia anys.
Participà en l'organització de múltiples iniciatives educatives i d'inserció laboral dels exiliats republicans, en especial, en relació al col·lectiu de mestres i metges. Fou principal inspirador i presidí l'Agrupació de Metges Catalans pro Renovació de la Medicina. Col·laborà al manteniment de les activitats polítiques d'Acció Catalana Republicana a l'exili, participant en el seu primer congrés (1944) i esdevenint-ne membre del Consell Executiu. Publicà en diverses revistes de l'exili com ara "Revista de Catalunya", "Quaderns d'Estudis Polítics, Econòmics i Socials" i "Foc Nou".

## Fons personal
El seu fons personal es conserva a l'Arxiu Nacional de Catalunya. El fons documental aplega la documentació generada i rebuda per Jesús Maria Bellido i Golferichs com a resultat de la seva activitat política i associativa durant els darrers mesos de la Guerra Civil espanyola i els primers anys de l'exili. Pel que fa a la primera, destaca la documentació reproduïda relativa a la seva breu etapa en el càrrec de Comissari de Cultes del Govern de la República (desembre de 1938 - gener de 1939), així com a la seva participació en la reconstrucció d'Acció Catalana Republicana a la regió de Tolosa del Llenguadoc. Aquesta part inclou dades de contacte dels militants, la correspondència rebuda pel seu gendre Josep Ferrer i Aymar com a secretari d'organització del partit, la correspondència d'altres organitzacions a l'exili i un breu epistolari entre Joan Pujolar i Rafael Tasis. Pel que fa a l'activitat associativa, un primer grup de documentació es refereix a la seva activitat com a president de l'Agrupació de Metges Catalans pro Renovació de la Medicina entre 1944 i 1945; un segon grup aplega la documentació relativa a les seves iniciatives en suport als mestres exiliats, com ara la informació aplegada arran d'una crida feta als antics mestres de la Generalitat des de la revista "Foc Nou" el desembre de 1944 o a l'organització d'un curs de formació de mestres per correspondència. La documentació original del fons permet, doncs, una aproximació a elements de la vida cultural i política dels exiliats al sud de França durant els primers anys de l'exili.